# Deudorix antalus
Deudorix antalus
Espèce
Deudorix antalus est une espèce d'insectes lépidoptères de la famille des Lycaenidae, de la sous-famille des Theclinae et du genre Deudorix.

## Dénomination
Deudorix antalus a été décrit par Carl Heinrich Hopffer en 1855 sous le nom de Dipsas antalus. Synonyme : Virachola antalus.

### Noms vernaculaires
Il se nomme Brown Playboy  en anglais.

## Description
C'est un petit papillon au dessus marron clair avec aux postérieure une queue et deux ocelles marron en position anale, d'une envergure de 22 mm à 34 mm pour le mâle et 22 mm à 40 mm pour la femelle.
Le revers est beige ornementé de marron avec à l'aile postérieureun gros ocelle noir surmonté de jaune en position anale, près de la queue

## Biologie
Il vole toute l'année.

### Plantes hôtes
Les plantes hôtes de sa chenille sont diverses : Acacia dont Acacia stenocarpa, Albizia, Baphia, Bauhinia, Burkea, Caesalpinia, Cajanus, Canavalia, Capsicum, Cardiospermum, Cassia, Combretum, Crotalaria, Dolichos, Macadamia, Nymania capensis, Olea, Paphia, Phaseolus dont  Phaseolus lunatus, Pisum, Prunus dont Prunus persica ispahanensis, Quisqualis, Schotia dont Schotia speciosa, Sutherlandia, Syzygium, Vigna, Ximenia dont Ximenia poppae.

## Écologie et distribution
Il est présent sur la côte de l'Arabie, dans toute l'Afrique, à Madagascar et dans les Mascareignes à l'ile Maurice et à La Réunion,.

### Biotope
C'est une espèce de la savane, en basse altitude, que l'on peut aussi trouver en forêt.

### Protection
Pas de statut de protection particulier. Noté LC à La Réunion.